# Athanasios Vouros
Athanasios Vouros (n. 1871, Atena, Regatul Greciei – d. 14 mai 1959, Atena, Regatul Greciei) a fost un scrimer grec, medaliat olimpic. A participat la o ediție a Jocurilor Olimpice (1896) în care a câștigat o medalie de bronz.

## Participări
Lista de mai jos prezintă principalele competiții la care a participat Athanasios Vouros de-a lungul carierei.
- Floretă masculin la Jocurile Olimpice de vară din 1896[1]